# Rivoluzione (Frankie hi-nrg mc)
Rivoluzione è un singolo del rapper italiano Frankie hi-nrg mc, pubblicato il 1º marzo 2008 come primo estratto dal quarto album in studio DePrimoMaggio.

## Descrizione
Il brano è stato scritto dallo stesso rapper insieme a Francesco Bruni e Carolina Galbignani ed è stato presentato in occasione del Festival di Sanremo 2008, dove si è classificato al 14º posto a pari merito con tutti gli altri brani non entrati in top ten.
La versione del brano presente sull'album e sul singolo figurano la collaborazione di Roy Paci ed Enrico Ruggeri.

Parlando del brano in occasione di un'intervista rilasciata a la Repubblica, Frankie hi-nrg mc ha dichiarato: 
(Frankie hi-nrg mc)

## Tracce
CD promozionale, download digitale
1. Rivoluzione – 3:23

## Classifiche
| Classifica (2008) | Posizione massima |
| ----------------- | ----------------- |
| Italia            | 23                |